# Thiago Lacerda
Thiago Ribeiro Lacerda (Rio de Janeiro, 19 de janeiro de 1978) é um ator e dublador brasileiro.

## Biografia
Nascido na Tijuca e criado na zona sul carioca, em uma família de classe média alta, o ator é descendente direto de oito gerações de portugueses. Toda sua vida foi sempre ligada ao esporte, visto que praticou natação dos três aos dezoito anos, tendo ganhado mais de 150 medalhas em diversos campeonatos, onde venceu alguns deles. No final de sua adolescência interessou-se por artes cênicas, e iniciou um curso de teatro, abandonando sua vida de atleta, para dedicar-se à vida artística, conseguindo bastante êxito.

## Carreira
Estreou na TV no seriado teen Malhação em 1997, como o professor de natação Lula. Seu primeiro grande papel surgiu na minissérie Hilda Furacão, em 1998, tendo-lhe valido um contrato de dois anos com a Rede Globo e o prémio de Ator Revelação nesse mesmo ano. Em 1999 conseguiu o papel de protagonista em Terra Nostra, onde interpretava um imigrante italiano em busca de uma vida melhor no Brasil. Para isso teve de aprender o sotaque e foi para São Paulo para conhecer melhor a cultura dos imigrantes italianos.[carece de fontes?] Para além do curso intensivo do idioma, aprendeu a tocar gaita e a dançar tarantella, esteve em festas típicas e conheceu bairros italianos da cidade, como a Mooca e o Bixiga.[carece de fontes?] A partir do ano 2000 até 2011, atuou em vários montagens da peça Paixão de Cristo vivendo Jesus.
Em 2001 deu vida ao grande vilão Adriano em As Filhas da Mãe, ao lado de Lavínia Vlasak. Em 2002 atuou no filme "A Paixão de Jacobina", junto com a atriz Leticia Spiller. Em 2003 deu vida ao guerrilheiro Giuseppe Garibaldi, na minissérie A Casa das Sete Mulheres. Integrou o elenco da novela América, na pele do grande vilão Alex. Em 2006 integrou o elenco de Páginas da Vida, onde fez par romântico com a personagem da atriz Grazi Massafera em seu primeiro trabalho em telenovelas. A aparição do casal na novela aumentava sensivelmente o ibope. No ano seguinte protagonizou ao lado de Maria Flor, a novela Eterna Magia. Viveu o fotógrafo mulherengo Bruno em Viver a Vida. Fez um participação especial na novela Cordel Encantado, e viveu um dos papéis principais da novela A Vida da Gente, na pele do médico Lúcio.
Em 2013 deu vida ao bondoso Toni em Joia Rara, onde fez par romântico com Luiza Valdetaro e Ana Cecília Costa. Este é o terceiro personagem italiano que ele interpreta na televisão. No ano seguinte viveu o grande vilão Marcos em Alto Astral. Em 2015, com Giulia Gam atuam em 'Repertório Shakespeare' - com as peças Macbeth e Medida por Medida.  Em 2016 fez uma breve participação em Liberdade, Liberdade, e no mesmo ano, encarnou mais um vilão, Ciro Noronha, em A Lei do Amor. Em 2018, protagonizou a novela das 18h como Darcy, par romântico de Nathalia Dill, em Orgulho e Paixão. Em 2023, foi o ambicioso Gaspar em Amor Perfeito. Em 2024, realizou uma única performance de 'Quem está aí? Monólogos de Shakespeare', no Theatro São Pedro, em Porto Alegre. Ainda em 2024, planeja uma montagem de A Peste, o magnum opus de Albert Camus, idealizado com Ron Daniels.

## Vida pessoal
Discreto quanto a sua vida pessoal, Thiago começou a namorar a atriz Vanessa Lóes em 2001, oficializando a união em 2007. O casal têm 3 filhos: Gael Lóes Lacerda, nascido em 25 de junho de 2007, Cora Lóes Lacerda, nascida em 9 de abril de 2010, e Pilar Lóes Lacerda, nascida em 9 de maio de 2014. Seus três filhos nasceram de parto normal, no Rio de Janeiro.
Em dezembro de 2019, o carro do ator foi parado em uma operação da Polícia Civil no bairro do Leblon, no Rio de Janeiro. Segundo o boletim de ocorrência, "o mesmo exalava um forte cheiro de entorpecente", sendo encontrada uma pequena quantidade de material que, segundo os policiais, seria maconha. Lacerda foi encaminhado à delegacia para prestar depoimento e depois foi liberado. Sua assessoria enviou uma nota à imprensa afirmando que o ator foi levado para fazer perícia, por suspeita de estar consumindo maconha, e que "nada havia sido constatado, sendo liberado pelo delegado no mesmo dia".

### Processos
Em junho de 2008 Thiago Lacerda ganhou processo contra a marca de roupas "Bunny´s" por uso indevido de imagem. O ator entrou com a ação contra a loja em 2001. Lacerda recebeu cerca de R$100 mil da rede.
Outro processo foi o do leilão da Cueca exibido no Domingo Legal. Supostamente o ator usou uma cueca no espetáculo da A Paixão de Cristo em Nova Jerusalém em Pernambuco, assim, resultando em um processo contra Gugu Liberato, e Gugu teve que pagar a indenização ao ator.

## Filmografia

### Televisão
| Ano  | Título                    | Personagem                                         | Notas                                      |
| ---- | ------------------------- | -------------------------------------------------- | ------------------------------------------ |
| 1997 | Malhação                  | Lucas Melo (Lula)                                  | Temporada 3                                |
| 1998 | Hilda Furacão             | Aramel                                             |                                            |
| 1998 | Pecado Capital            | Vicente Lisboa                                     |                                            |
| 1999 | Terra Nostra              | Matteo Batistela                                   |                                            |
| 2000 | Aquarela do Brasil        | Mário Lopes                                        |                                            |
| 2001 | As Filhas da Mãe          | Adriano Araújo                                     |                                            |
| 2002 | O Beijo do Vampiro        | Conde Rogério Villar                               | Episódio: "26 de agosto"                   |
| 2002 | O Beijo do Vampiro        | Alberto Marques (Beto)                             | Episódios: "26–29 de agosto"               |
| 2002 | Sítio do Picapau Amarelo  | Hans Staden                                        | Episódio: "As Aventuras de Hans Staden"    |
| 2003 | A Casa das Sete Mulheres  | Giuseppe Garibaldi                                 |                                            |
| 2003 | Celebridade               | Otávio Albuquerque                                 | Episódios: "13–29 de outubro"              |
| 2004 | Sob Nova Direção          | Pedro                                              | Episódio: "Pau na Obra"                    |
| 2004 | Quem vai ficar com Mário? | Mário                                              | Especial de fim de ano                     |
| 2005 | América                   | Alexandre Camargo (Alex)                           |                                            |
| 2006 | Páginas da Vida           | Jorge Fragoso Martins de Andrade                   |                                            |
| 2007 | Eterna Magia              | Conrado O'Neill                                    |                                            |
| 2009 | Viver a Vida              | Bruno Marcondes                                    |                                            |
| 2010 | S.O.S. Emergência         | Júnior                                             | Episódio: "Cartas na mesa"                 |
| 2010 | As Cariocas               | Silvinho                                           | Episódio: "A Iludida de Copacabana"        |
| 2011 | Os Caras de Pau           | Ele mesmo                                          | Episódio: "Seja Terno Enquanto Dure"       |
| 2011 | Cordel Encantado          | Rei Teobaldo I Avignon de Toledo de Seráfia do Sul | Episódio: "11 de abril"                    |
| 2011 | A Vida da Gente           | Dr. João Lúcio Pereira Pires                       |                                            |
| 2013 | A Grande Família          | Ele mesmo                                          | Episódio: "O Duelo"                        |
| 2013 | Joia Rara                 | Antônio Baldo (Toni)                               |                                            |
| 2014 | Alto Astral               | Dr. Marcos Bittencourt                             |                                            |
| 2016 | Liberdade, Liberdade      | Tiradentes                                         | Episódio: "11 de abril"                    |
| 2016 | Haja Coração              | Ele mesmo                                          | Episódio: "13 de julho"                    |
| 2016 | A Lei do Amor             | Ciro Noronha                                       |                                            |
| 2017 | Cidade Proibida           | Arlindo Paes                                       | Episódio: "Caso Laura"                     |
| 2017 | Zorra                     | Galã da Federal                                    | Episódio: "25 de novembro"                 |
| 2018 | Orgulho e Paixão          | Darcy Williamson                                   |                                            |
| 2019 | Gratidão                  | Narrador                                           | Episódio: "6 de janeiro"                   |
| 2019 | Tá no Ar: a TV na TV      | Ele mesmo                                          | Episódio: "12 de março"                    |
| 2020 | Salve-se Quem Puder       | Ele mesmo                                          | Episódios: "27 de janeiro" e "24 de junho" |
| 2023 | Amor Perfeito             | Gaspar Evaristo                                    |                                            |

### Cinema
| Ano  | Filme                               | Papel                   |
| ---- | ----------------------------------- | ----------------------- |
| 2002 | A Paixão de Jacobina                | Franz                   |
| 2004 | Irmãos de Fé                        | São Paulo               |
| 2006 | Muito Gelo e Dois Dedos d'Água      | Francisco               |
| 2006 | Se Eu Fosse Você                    | Marcos                  |
| 2010 | Segurança Nacional                  | Marcos Rocha            |
| 2013 | O Tempo e o Vento                   | Capitão Rodrigo Cambará |
| 2014 | Confissões de Adolescente - O Filme | Ele mesmo               |
| 2020 | Um Animal Amarelo                   | Ricardo                 |
| 2023 | Além de Nós                         | Artur                   |
| 2024 | Água na Boca                        | Júlio                   |

### Dublagem
| Ano  | Filme                           | Papel        |
| ---- | ------------------------------- | ------------ |
| 2003 | Sinbad - A Lenda dos Sete Mares | Sinbad       |
| 2010 | Megamente                       | Metro Man    |
| 2014 | Festa no Céu                    | Joaquim      |
| 2016 | Mogli - O Menino Lobo           | Shere Khan   |
| 2020 | Diário de Pilar                 | Dono da Mina |
| 2020 | Diário de Pilar                 | O Imperador  |

## Teatro
| Ano       | Peça                             | Papel              |
| --------- | -------------------------------- | ------------------ |
| 2000–2011 | Paixão de Cristo                 | Jesus              |
| 2002      | O Círculo das Luzes              | Racine             |
| 2003–2004 | O Evangelho Segundo Jesus Cristo | Jesus              |
| 2008      | A República em Laguna            | Giuseppe Garibaldi |
| 2008–2010 | Calígula                         | Calígula           |
| 2012–2013 | Hamlet                           | Hamlet             |
| 2015–2016 | Medida por Medida                | Angelo             |
| 2015–2016 | Macbeth                          | Macbeth            |

## Prêmios e indicações
| Ano  | Prêmio                                        | Categoria                                  | Trabalho                         | Resultado |
| ---- | --------------------------------------------- | ------------------------------------------ | -------------------------------- | --------- |
| 1999 | Melhores do Ano                               | Melhor Ator Revelação                      | Terra Nostra                     | Venceu    |
| 2000 | Troféu Imprensa[carece de fontes?]            | Revelação do Ano                           | Terra Nostra                     | Indicado  |
| 2000 | Troféu Super Cap de Ouro                      | Revelação                                  | Terra Nostra                     | Venceu    |
| 2003 | Prêmio Qualidade Brasil                       | Melhor Ator Teledramaturgia                | A Casa das Sete Mulheres         | Indicado  |
| 2004 | Prêmio Contigo! de TV                         | Melhor Par Romântico (com Camila Morgado)  | A Casa das Sete Mulheres         | Indicado  |
| 2004 | Prêmio Contigo! de TV                         | Melhor Ator                                | A Casa das Sete Mulheres         | Indicado  |
| 2004 | Prêmio Inte                                   | Melhor Ator                                | A Casa das Sete Mulheres         | Venceu    |
| 2007 | Prêmio Contigo! de TV                         | Melhor Par Romântico (com Grazi Massafera) | Páginas da Vida                  | Indicado  |
| 2007 | Prêmio Contigo! de TV                         | Melhor Ator                                | Páginas da Vida                  | Indicado  |
| 2009 | Prêmio Contigo! de Teatro                     | Melhor Ator                                | Calígula                         | Venceu    |
| 2010 | Prêmio Contigo! de TV                         | Melhor Ator de Novela                      | Viver a Vida                     | Indicado  |
| 2010 | Prêmio Tudo de Bom - O Dia                    | Melhor Ator                                | Viver a Vida                     | Indicado  |
| 2013 | Prêmio Quem de Teatro                         | Melhor Ator de Teatro                      | Hamlet'                          | Indicado  |
| 2014 | Melhores do UOL e PopTevê                     | Melhor Vilão                               | Alto Astral                      | Indicado  |
| 2015 | Prêmio Contigo! de TV                         | Melhor Ator                                | Alto Astral                      | Indicado  |
| 2015 | Prêmio Quem de Teatro                         | Melhor Ator de Teatro                      | Macbeth                          | Indicado  |
| 2016 | Prêmio Arte Qualidade Brasil                  | Melhor Ator Drama                          | Repertório Shakespeare           | Indicado  |
| 2016 | Festa Internacional de Teatro de Angra (FITA) | Categoria Especial                         | Repertório Shakespeare           | Indicado  |
| 2016 | Prêmio Aplauso Brasil de Teatro               | Melhor Elenco (voto popular)               | Repertório Shakespeare "Macbeth" | Indicado  |
| 2016 | Prêmio Aplauso Brasil de Teatro               | Melhor Elenco (voto júri)                  | Repertório Shakespeare "Macbeth" | Venceu    |
| 2018 | Prêmio Contigo! de TV                         | Melhor Ator                                | Orgulho e Paixão                 | Indicado  |
| 2018 | Prêmio The Brazilian Critic                   | Melhor Ator em Telenovela                  | Orgulho e Paixão                 | Indicado  |
| 2023 | Prêmio ArteBlitz de Novela                    | Melhor Ator Vilão                          | Amor Perfeito                    | Indicado  |
| 2023 | Festival Santa Cruz de Cinema                 | Troféu Tuio Becker                         | Homenagem                        | Venceu    |
| 2024 | Festival Sesc Melhores Filmes                 | Melhor Ator Nacional                       | Além de Nós                      | Indicado  |
| 2024 | Troféu Que História É Essa, Porchat?          | Melhor História de Perigo                  | "Visita Perigosa"                | Indicado  |